# Diana (chanson)
Diana est une chanson interprétée par le groupe One Direction. Elle est le troisième titre de l'album Midnight Memories paru en 2013.
Le titre de la chanson vient de Diana Spencer, ancienne princesse de Galles. Elle figure dans les setlists des tournées Where We Are Tour et On The Road Again Tour.

## Classement
- Numéro 1 au Danemark[1]